# Csákvár
Csákvár là một làng thuộc hạt Fejér, Hungary. Làng này có diện tích 118,76 km², dân số năm 2010 là 5231 người, mật độ 44 người/km².